# Leonardo Morsut
Leonardo Morsut (Padova, 23 settembre 1980) è un ex pallavolista italiano.
Giocava nel ruolo di schiacciatore.

## Carriera

### Club
Leonardo Morsut inizia a giocare a pallavolo dalla seconda media. Nel 1991 entra nelle giovanili del Petrarca di Padova, passando in prima squadra, che milita nel campionato di Serie A1 nella stagione 1998-99. Nell'annata 1999-00, dopo la scomparsa del Petrarca, passa al neonato Sempre Padova, sempre in massima divisione, dove resta per sei stagioni.
Per la stagione 2005-06 viene ingaggiato dalla Trentino, in Serie A1: al termine del campionato annuncia il ritiro dalla pallavolo per dedicarsi all'attività di ricercatore presso il laboratorio di embriologia all'Università di Padova.

### Nazionale
Esordisce nella nazionale italiana nel 2001, vincendo nello stesso anno la medaglia d'oro ai XIV Giochi del Mediterraneo, tenutisi a Tunisi. Nel 2005 conquista il bronzo alla XXIII Universiade. Nella sua carriera totalizza 16 presenze in nazionale.

## Palmarès

### Nazionale (competizioni minori)
- Giochi del Mediterraneo 2001
- Universiade 2005

## Statistiche

### Club
| Stagione  | Squadra       | Campionato | Campionato | Campionato | Coppe nazionali | Coppe nazionali | Coppe nazionali | Coppe continentali | Coppe continentali | Coppe continentali | Altre coppe | Altre coppe | Altre coppe | Totale | Totale |
| Stagione  | Squadra       | Comp       | Pres       | Punti      | Comp            | Pres            | Punti           | Comp               | Pres               | Punti              | Comp        | Pres        | Punti       | Pres   | Punti  |
| --------- | ------------- | ---------- | ---------- | ---------- | --------------- | --------------- | --------------- | ------------------ | ------------------ | ------------------ | ----------- | ----------- | ----------- | ------ | ------ |
| 1998-1999 | Petrarca      | A1         | 6          | 5          | -               | -               | -               | -                  | -                  | -                  | -           | -           | -           | 6      | 5      |
| 1999-2000 | Sempre Padova | A1         | 17         | 55         | CI              | ?               | ?               |                    | -                  | -                  | -           | -           | -           | ?      | ?      |
| 2000-2001 | Sempre Padova | A1         | 25         | 100        | CI              | 8               | 52              | -                  | -                  | -                  | -           | -           | -           | 33     | 152    |
| 2001-2002 | Sempre Padova | A1         | 26         | 212        | -               | -               | -               | -                  | -                  | -                  | -           | -           | -           | 26     | 212    |
| 2002-2003 | Sempre Padova | A1         | 8          | 21         | -               | -               | -               | -                  | -                  | -                  | -           | -           | -           | 8      | 21     |
| 2003-2004 | Sempre Padova | A1         | 27         | 277        | CI              | 0               | 0               | -                  | -                  | -                  | -           | -           | -           | 27     | 277    |
| 2004-2005 | Sempre Padova | A1         | 27         | 290        | CI              | 2               | 21              | CCEV               | ?                  | ?                  | -           | -           | -           | ?      | ?      |
| 2005-2006 | Trentino      | A1         | 31         | 323        | CI              | 2               | 19              | -                  | -                  | -                  | -           | -           | -           | 33     | 342    |